# Byttneria gayana
Byttneria gayana är en malvaväxtart som beskrevs av St.-hil.. Byttneria gayana ingår i släktet Byttneria och familjen malvaväxter. Inga underarter finns listade i Catalogue of Life.